# Piotr Skarga
Piotr Skarga (též Piotr Powęski, první jméno v českém prostředí psáno i Petr; 2. února 1536 – 27. září 1612) byl polský jezuita, kazatel, hagiograf, polemik a vedoucí postava protireformace v Polsko-litevské unii. Kvůli jeho řečnickému nadání bývá nazýván polský Bossuet.
Skarga byl rázný zastánce reforem polsko-litevské unie a kritik jejích vládnoucích tříd. Prosazoval také politiku náboženské tolerance.[zdroj?] Obhajoval posílení panovnické moci na úkor parlamentu (sejmu) a šlechty (szlachty).
Byl profesorem Krakovské akademie a v roce 1579 se stal prvním rektorem Vilniuské akademie. Později působil na jezuitské koleji v Krakově. Byl také plodným spisovatelem a jeho Životy svatých (Żywoty świętych, 1579) byly po několik staletí jednou z nejpopulárnějších knih v polštině. Jeho další důležitou prací byla Sejmová kázání (Kazania Sejmowe, 1597), politické pojednání, které se stalo populárním ve druhé polovině 19. století, když byl považován za „vlasteneckého proroka“, který předpověděl dělení Polska.